# چاد کاروین
چاد کاروین (به انگلیسی: Chad Carvin) (زادهٔ ۱۳ آوریل ۱۹۷۴) شناگر اهل ایالات متحده آمریکا است.